# Anna Binetti
Anna Binetti, död 1786, var en italiensk ballerina. 
Hon nämns som vän till Giacomo Casanova. Hon var gift med den franske dansaren och balettmästaren Georges Binet. Åren 1765–1777, var hon livskamrat och samtidigt regelbunden danspartner till den framstående franske dansaren och balettmästaren Charles Le Picq (1745–1806). 
Från december 1765 till mars 1767 var hon prima ballerina vid den kungliga teatern Operalnia i Warszawa, där kungliga baletten grundats av Carlo Tomatis och drevs med hjälp av italienska och franska artister fram till grundandet av den första polska inhemska baletten  Hans Majestäts Nationaldansare  1785. Under sin tid i Polen omtalades hon också som älskarinna till Franciszek Ksawery Branicki, August Fryderyk Moszyński och kung Stanisław II August Poniatowski. 